# Sherman Garnes
Sherman Garnes (New York, 8 giugno 1940 – New York, 26 febbraio 1977) è stato un cantante statunitense.
Sherman Garnes è stato un membro del gruppo Rock and roll Frankie Lymon and the Teenagers